# Болгарія на літніх Олімпійських іграх 2000
Болгарія на літніх Олімпійських іграх 2000 року була представлена 91 спортсменом. Болгарська олімпійська збірна у неофіційному загальнокомандному заліку посіла 16-е місце. За кількістю медалей на літніх Олімпійських іграх (всього - 13) Болгарія показала найгірший результат за останні 30 років.

## Нагороди

### Золото
| Золото |                  |                                    |
| №      | Спортсмени       | Вид спорту (дисципліна)            |
| 1      | Армен Назарян    | Греко-римська боротьба (до 58 кг)  |
| 2      | ереза Маринова   | Легка атлетика (потрійний стрибок) |
| 3      | Таню Кіряков     | Стрільба (пістолет, 50 м)          |
| 4      | Марія Гронова    | Стрільба (пістолет, спортивний)    |
| 5      | Галабін Боєвські | Важка атлетика (до 69 кг)          |

### Срібло
| Срібло |                  |                                                |
| №      | Спортсмени       | Вид спорту (дисципліна)                        |
| 1      | Румяна Нейкова   | Академічне веслування (одиночка)               |
| 2      | Серафим Барзаков | Вільна боротьба (до 63 кг)                     |
| 3      | Петар Марков     | Веслування на байдарках і каное ( 500 м, Б-1)  |
| 4      | Петар Марков     | Веслування на байдарках і каное ( 1000 м, Б-1) |
| 5      | Георгі Марков    | Важка атлетика (до 69 кг)                      |
| 6      | Алан Цаган       | Важка атлетика (до 105 кг)                     |

### Бронза
| Бронза |               |                                      |
| №      | Спортсмени    | Вид спорту (дисципліна)              |
| 1      | Йордан Йовчев | Спортивна гімнастика (кільця)        |
| 2      | Йордан Йовчев | Спортивна гімнастика (вільні вправи) |

## Склад олімпійської збірної Болгарії

### Дзюдо
Спортсменів — 1
Змагання з дзюдо проводилися за системою на вибування. У втішні раунди потрапляли спортсмени, що програли півфіналістам турніру. Два спортсмена, що здобули перемогу у втішному раунді, в поєдинку за бронзу билися зі спортсменами, що програли у півфіналі.
Чоловіки
| Спортсмен        | Категорія | 1/32               | 1/16                             | 1/8                                  | Чвертьфінали       | Півфінали          | Перший доп. Раунд                      | Втішний чвертьфінал | Втішний півфінал   | За 3 місце Фінал   | Місце |
| Спортсмен        | Категорія | Суперник Результат | Суперник Результат               | Суперник Результат                   | Суперник Результат | Суперник Результат | Суперник Результат                     | Суперник Результат  | Суперник Результат | Суперник Результат | Місце |
| ---------------- | --------- | ------------------ | -------------------------------- | ------------------------------------ | ------------------ | ------------------ | -------------------------------------- | ------------------- | ------------------ | ------------------ | ----- |
| Георгій Георгієв | до 66 кг  |                    | Йожеф Чак (HUN) пер. 0010 — 0000 | Хюсейін Езкан (TUR) пор. 0011 — 0021 | Не пройшов         | Не пройшов         | Араш Міресмаілі (IRI) пор. 0000 — 1001 | Не пройшов          | Не пройшов         | Не пройшов         | 13    |

### Плавання
Спортсменів — 5
У наступний раунд на кожній дистанції проходили найкращі спортсмени за часом, незалежно від місця зайнятого в своєму запливі.
Чоловіки
| Спортсмен      | Змагання            | Попередні запливи | Попередні запливи | Півфінали  | Півфінали  | Фінал      | Фінал      |
| Спортсмен      | Змагання            | Результат         | Місце             | Результат  | Місце      | Результат  | Місце      |
| -------------- | ------------------- | ----------------- | ----------------- | ---------- | ---------- | ---------- | ---------- |
| Петар Стойчев  | 400 м вільний стиль | 3:59,94           | 34                |            |            | Не пройшов | Не пройшов |
| Іван Ангелів   | 100 м на спині      | 58,03             | 39                | Не пройшов | Не пройшов | Не пройшов | Не пройшов |
| Красимир Захов | 100 м брас          | 1:07,09           | 58                | Не пройшов | Не пройшов | Не пройшов | Не пройшов |
| Георгі Палазов | 400 м комплекс      | 4:35,92           | 40                |            |            | Не пройшов | Не пройшов |

Жінки
| Спортсменка      | Змагання             | Попередні запливи | Попередні запливи | Півфінали | Півфінали | Фінал      | Фінал      |
| Спортсменка      | Змагання             | Результат         | Місце             | Результат | Місце     | Результат  | Місце      |
| ---------------- | -------------------- | ----------------- | ----------------- | --------- | --------- | ---------- | ---------- |
| Іванка Мораліева | 400 м вільним стилем | 4:19,10           | 30                |           |           | Не пройшла | Не пройшла |

### Стрільба
Усього спортсменів — 5
Після кваліфікації найкращі спортсмени за очками проходили у фінал, де продовжували з очками, набраними у кваліфікації. У деяких дисциплінах кваліфікація не проводилась. Там спортсмени виявляли найсильнішого в один раунд.
Чоловіки
| Спортсмен    | Змагання       | Кваліфікація | Місце | Фінал | Місце | Всього | Місце |
| ------------ | -------------- | ------------ | ----- | ----- | ----- | ------ | ----- |
| Таню Кіряков | Пістолет, 10 м | 581          | 5     | 95,8  | 8     | 676,8  | 8     |

Жінки
| Спортсмен     | Змагання        | Кваліфікація | Місце | Фінал      | Місце      | Всього | Місце |
| ------------- | --------------- | ------------ | ----- | ---------- | ---------- | ------ | ----- |
| Весела Лечева | Гвинтівка, 10 м | 391          | 20    | Не пройшла | Не пройшла | 391    | 20    |
| Нонка Матова  | Гвинтівка, 10 м | 388          | 36    | Не пройшла | Не пройшла | 388    | 36    |
| Марія Гронова | Пістолет, 10 м  | 367          | 38    | Не пройшла | Не пройшла | 367    | 38    |
| Діана Йоргова | Пістолет, 10 м  | 365          | 42    | Не пройшла | Не пройшла | 365    | 42    |

### Важка атлетика
Спортсменів — 4
У рамках змагань з важкої атлетики проводились дві вправи — ривок і поштовх. У кожній з вправ спортсмену давалось 3 спроби, у яких він може замовити будь-яку вага, кратну 2,5 кг. Переможець визначається за сумою двох вправ.
Чоловіки
| Спортсмен       | Категорія | Вага  | Ривок | Ривок | Ривок | Поштовх | Поштовх | Поштовх | Всього | Місце |
| Спортсмен       | Категорія | Вага  | 1     | 2     | 3     | 1       | 2       | 3       | Всього | Місце |
| --------------- | --------- | ----- | ----- | ----- | ----- | ------- | ------- | ------- | ------ | ----- |
| Іван Іванов     | до 56 кг  | 55,92 | 125,0 | 130,0 | 130,0 | 155,0   | 160,0   | 162,5   | DSQ    | —     |
| Севдалін Мінчев | до 62 кг  | 61,56 | 140,0 | 145,0 | 145,0 | 172,5   | 172,5   | 177,5   | DSQ    | —     |

Жінки
| Спортсмен        | Категорія | Вага  | Ривок | Ривок | Ривок | Поштовх | Поштовх | Поштовх | Всього | Місце |
| Спортсмен        | Категорія | Вага  | 1     | 2     | 3     | 1       | 2       | 3       | Всього | Місце |
| ---------------- | --------- | ----- | ----- | ----- | ----- | ------- | ------- | ------- | ------ | ----- |
| Ізабела Драгнева | до 48 кг  | 47,78 | 80,0  | 85,0  | 85,0  | 100,0   | 105,0   | —       | DSQ    | —     |
| Донка Мінчева    | до 48 кг  | 47,62 | 80,0  | 80,0  | 82,5  | —       | —       | —       | DNF    | —     |